# El encanto (película)
 El encanto  es una película de Argentina filmada en colores dirigida por Juan Sasiaín y Ezequiel Tronconi sobre su propio guion que se estrenó el 30 de julio de 2020 y que tuvo como actores principales a Ezequiel Tronconi, Mónica Antonópulos, Yamila Saud y Boy Olmi.

## Sinopsis
En una pareja que lleva muchos años de relación, la mujer quiere tener hijos y el hombre no está seguro si es el momento por las responsabilidades y limitaciones a la libertad que ello conlleva. Por una parte le dicen que los hijos “te erosionan” y por la otra, que “te ensanchan”, y esto lo llevará a tomar algunas decisiones que hacen peligrar la relación.

## Reparto
Participaron del filme los siguientes intérpretes:
- Ezequiel Tronconi...Bruno
- Mónica Antonópulos	...Juliana
- Yamila Saud...Lara
- Boy Olmi...	Rudy
- Andrea Frigerio...Claudia
- Michel Noher...Juampi
- Lucas Crespi...Tony
- Daryna Butryk
- Abián Vainstein

## Comentarios
Juan Pablo Cinelli en Página 12 escribió:

”...historia romántica basada en el molde tradicional del género en su faceta más dramática… un intento válido de aportar en la construcción de un modelo masculino acorde a su tiempo, que se asiente en lo emotivo y lo sensible, bien lejos de la figura del macho (omni) (pre) potente y proveedor….no eluden la crisis del modelo de masculinidad vigente a través de un retrato sensible, pero no exento de crítica respecto del lugar que el hombre ocupa en la pareja tradicional...Es cierto que en su abordaje la película quizá se recueste demasiado en el molde clásico, pero eso no le quita efectividad ni oculta sus excesos. …Posiblemente la película hubiera ganado en espesor si...se hubieran permitido el riesgo de dejar la decisión final de los personajes fuera de campo. Pero esas son conjeturas: El encanto es lo que es y así como está resulta una experiencia disfrutable. “

Paraná Sendrós en Ámbito Financiero opinó:

” Sencilla, sin novedades ni mayores complejidades, quizás “El encanto” no sea lo mejor de Sasiain (recuérdese “Choel”, o “La Tigra, Chaco”, que firmó con Federico Godfrid), pero las actuaciones están muy bien cuidadas, el acabado formal es impecable, y todo fluye debidamente envuelto por la música suave de Gustavo Pomeraniec.”